# ادوارد وستکات

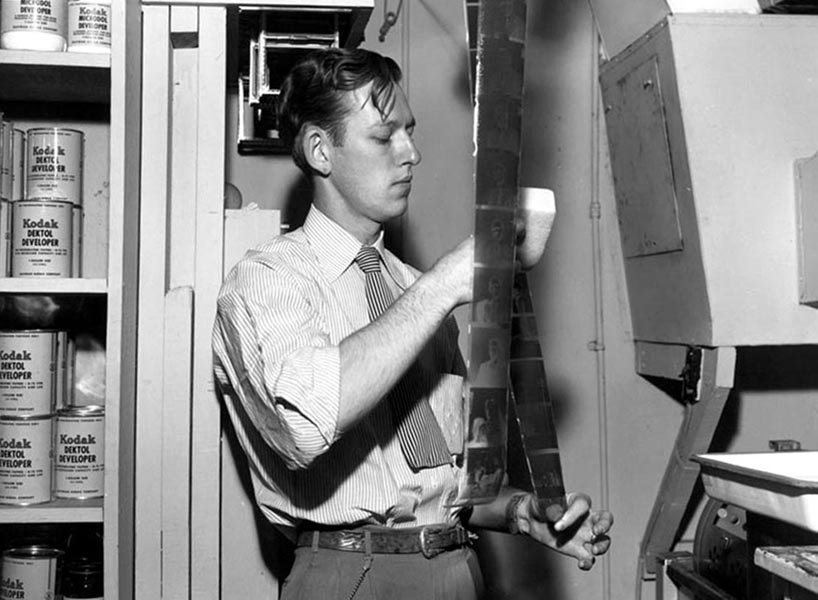

ادوارد وستکات (انگلیسی: Ed Westcott؛ زادهٔ ۲۰ ژانویهٔ ۱۹۲۲) عکاس اهل ایالات متحده آمریکا است.